# Saling

Schematyczne przedstawienie salingu

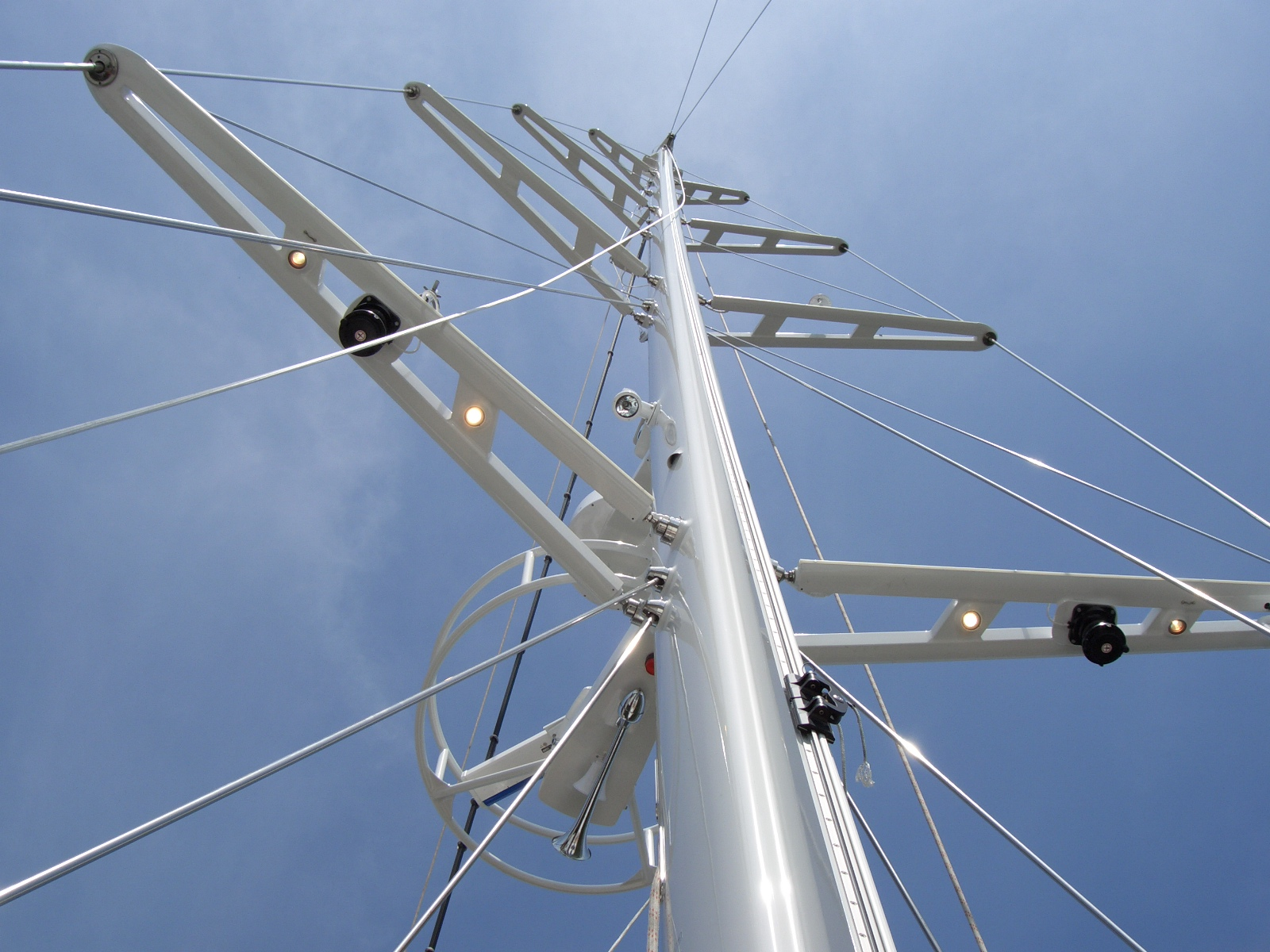
Salingi

Saling – termin żeglarski oznaczający:
1a. Połączenie kolumny masztu ze stengą (przedłużeniem kolumny) w przypadku masztu wieloczłonowego.
1b. Platforma znajdująca się w miejscu połączenia kolumny masztu ze stengą. Na platformie tej mogą przebywać marynarze obsługujący drzewca, żagle i olinowanie ruchome danego piętra żagli, oraz znajdujące się w jego otoczeniu elementy olinowania stałego jednostki. Z obrzeża tej platformy biegną w górę wyższe wanty, a od spodu może być ona stabilizowana podwantkami.
Czasami pojęcia saling używa się również ogólnie w odniesieniu do wszystkich połączeń i platform masztu wieloczłonowego, aczkolwiek pierwszą platformą w czteroczłonowym maszcie jest mars i kolejnymi saling, stensaling, bramsaling.

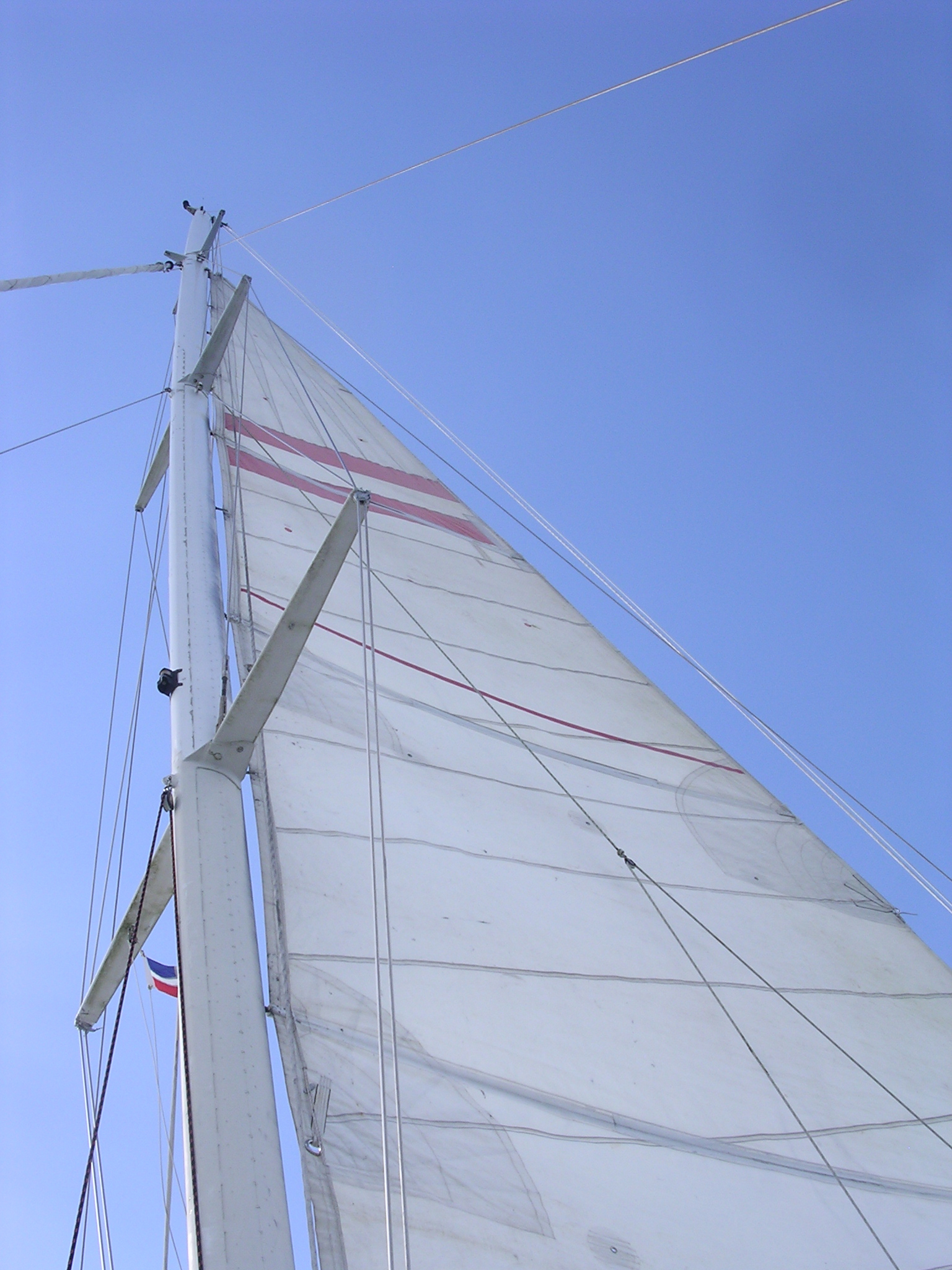
Salingi w zn. 2

2. Na jednostkach z jednoczłonowymi masztami: Sztywna rozpórka zwiększająca kąt pomiędzy olinowaniem stałym a masztem, usztywniająca maszt na wysokości zamocowania want kolumnowych. Przymocowana jednym końcem (piętą) do masztu pod odpowiednim kątem, a drugim końcem (nokiem) rozpierająca wantę zwiększając tym samym kąt między liną a masztem. Wbrew pierwszemu wrażeniu rozpórki nie są ustawione pod kątem prostym do masztu a w dwusiecznej kąta załamanej wanty. Salingi umieszczane są symetrycznie po obu stronach masztu.